# Calanco

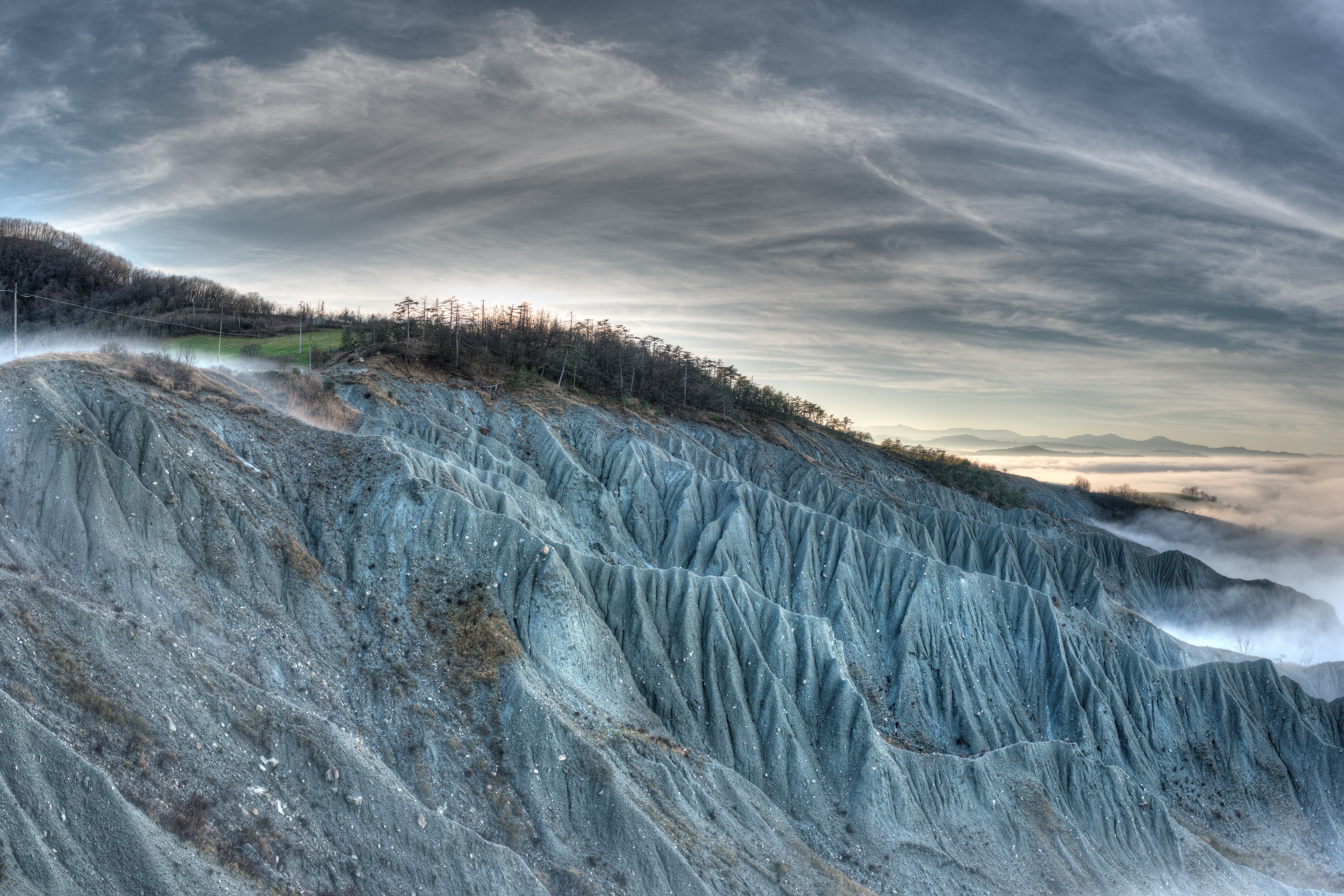
Calanchi presso Canossa (Reggio Emilia)

I calanchi sono un fenomeno geomorfologico di erosione del terreno che si produce per l'effetto di dilavamento delle acque piovane su rocce argillose degradate, con scarsa copertura vegetale e quindi poco protette dal ruscellamento: producendo profondi solchi nel terreno lungo il fianco di un monte o di una collina.

## Aspetti geomorfologici

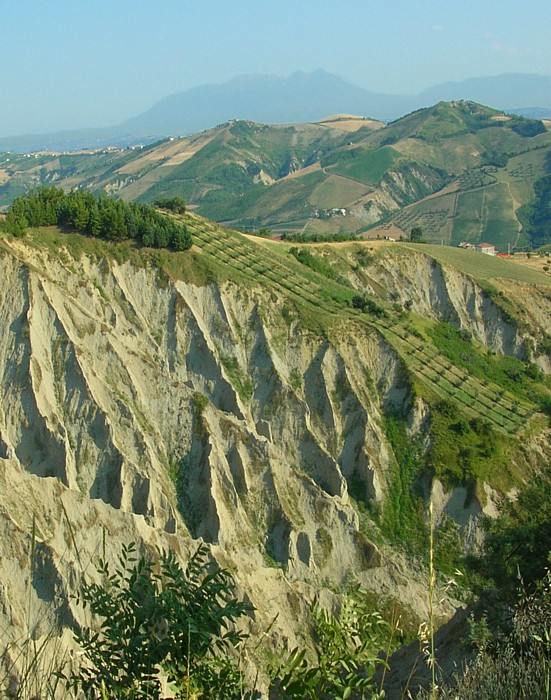
I calanchi della Riserva naturale guidata Calanchi di Atri

I solchi che si formano all'interno allungati dal terreno si accentuano rapidamente, allungandosi e procedendo a ritroso, moltiplicandosi e ramificandosi. Tale processo si estende ad interi versanti, suddivisi da numerose vallecole separate a loro volta da strette creste con micro versanti nudi in rapida evoluzione. Le cause di innesco del processo che porta alla formazione dei calanchi sono molteplici e spesso concomitanti: in primis la presenza di un substrato argilloso con discreta componente sabbiosa; regime climatico caratterizzato da una lunga estate secca e piogge intense concentrate in determinati periodi dell'anno; esposizione meridionale dei versanti; acclività del pendio compresa tra i 40-60° che favorisce il rapido deflusso dell'acqua; esistenza di un livello meno erodibile alla sommità del versante (Ricci; De Sanctis, 2004). 
Non è possibile risalire con esattezza al periodo di formazione dei calanchi in Italia, ma si ritiene che durante l'Olocene, il disboscamento delle foreste di querce sempreverdi, avvenuto per opera umana, abbia esposto i suoli argillosi, altamente erodibili, ai rigori del clima. Fenomeni di dissesto idrogeologico, come il dilavamento e il ruscellamento delle acque meteoriche, insieme a frane e creep, divennero i fattori determinanti nel modellamento del terreno, la cui risultante fu la genesi dei calanchi (Phillips, 1998).
In Italia, sono presenti soprattutto ove affiorano le argille azzurre plio-pleistoceniche, che hanno dato forma, lungo l'intera catena appenninica, a due distinte formazioni: i calanchi e le biancane (Phillips, 1998). Queste ultime sono dei rilievi a forma di cupola, con solchi longitudinali, e spesso ricoperti da vegetazione sulla sommità. I calanchi si presentano, invece, come profondi solchi “a lama di coltello” disposti spesso parallelamente, caratterizzati da versanti privi di vegetazione e molto scoscesi. Le biancane tendono a formarsi in sedimenti piuttosto coesi con un'alta percentuale di solfato di sodio, che, con le precipitazioni atmosferiche, si scioglie e migra negli strati più profondi del terreno; la successiva insolazione fa risalire in superficie le soluzioni saline che poi tendono a precipitare nuovamente con l'evaporazione. Questo procedimento, ripetuto più volte durante la stagione arida, crea le caratteristiche fessurazioni sui versanti.

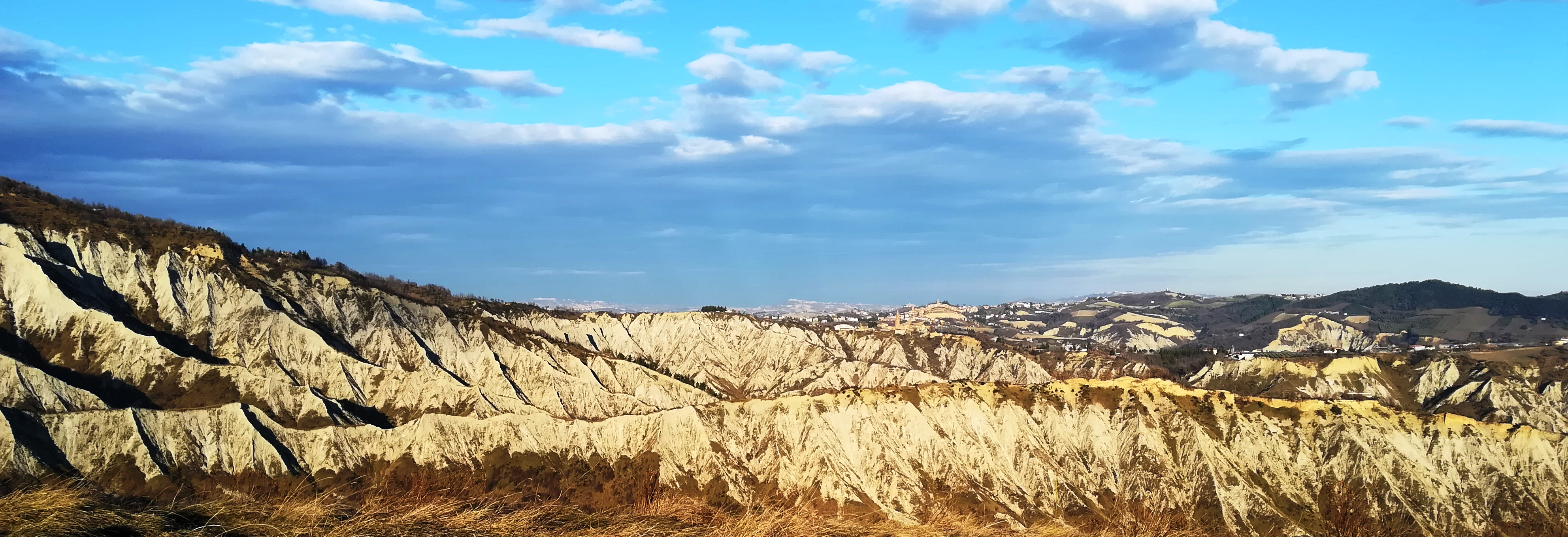
Calanchi e terreni argillosi dell'Area del Parco dei Calanchi e Monte Ascensione

I calanchi, invece, tendono a formarsi su suoli più granulosi (limi argillosi), con una percentuale di sabbia (6-18%) nella loro composizione. In entrambi i casi i suoli sono spesso alcalini, quindi particolarmente soggetti a fenomeni erosivi (Farifteh; Soeters, 2006): l'alto contenuto in sodio conferisce alla massa un comportamento dispersivo e viene facilmente aggredita dall'acqua piovana povera di sali. La velocità di degradazione del pendio argilloso è funzione della temperatura che agisce sull'aria e sull'acqua presenti nella massa: durante le piogge questa è suscettibile di erosione tanto più intensa quanto più è secca precedentemente (Del Prete; Bentivenga; Coppola; Rendell, 1994).
Nelle regioni aride, dai suoli sottili e con poca vegetazione, la principale manifestazione di dissesto idrogeologico è l'erosione causata dal ruscellamento delle acque meteoriche; al contrario, il fenomeno denominato creep (lento scorrimento di materiale viscoso, permanente) assume importanza probabilmente solo dopo che piogge ripetute saturano il terreno (Schumm, 1956). Come rimarca Neboit-Guilhot (1990), l'erosione del suolo, in ambito mediterraneo, è data dalla concomitanza di precipitazioni molto abbondanti e non costanti, e di forti pendenze. La risposta della superficie dei calanchi a questo tipo di fenomeni meteorologici è piuttosto complessa e si caratterizza per la presenza di micro-variazioni nella struttura dei singoli versanti e vallecole, rilevabili però ad una scala di dettaglio maggiore (Solé-Benet; Calvo; Cerdà; Làzaro; Pini; Barbero, 1997).

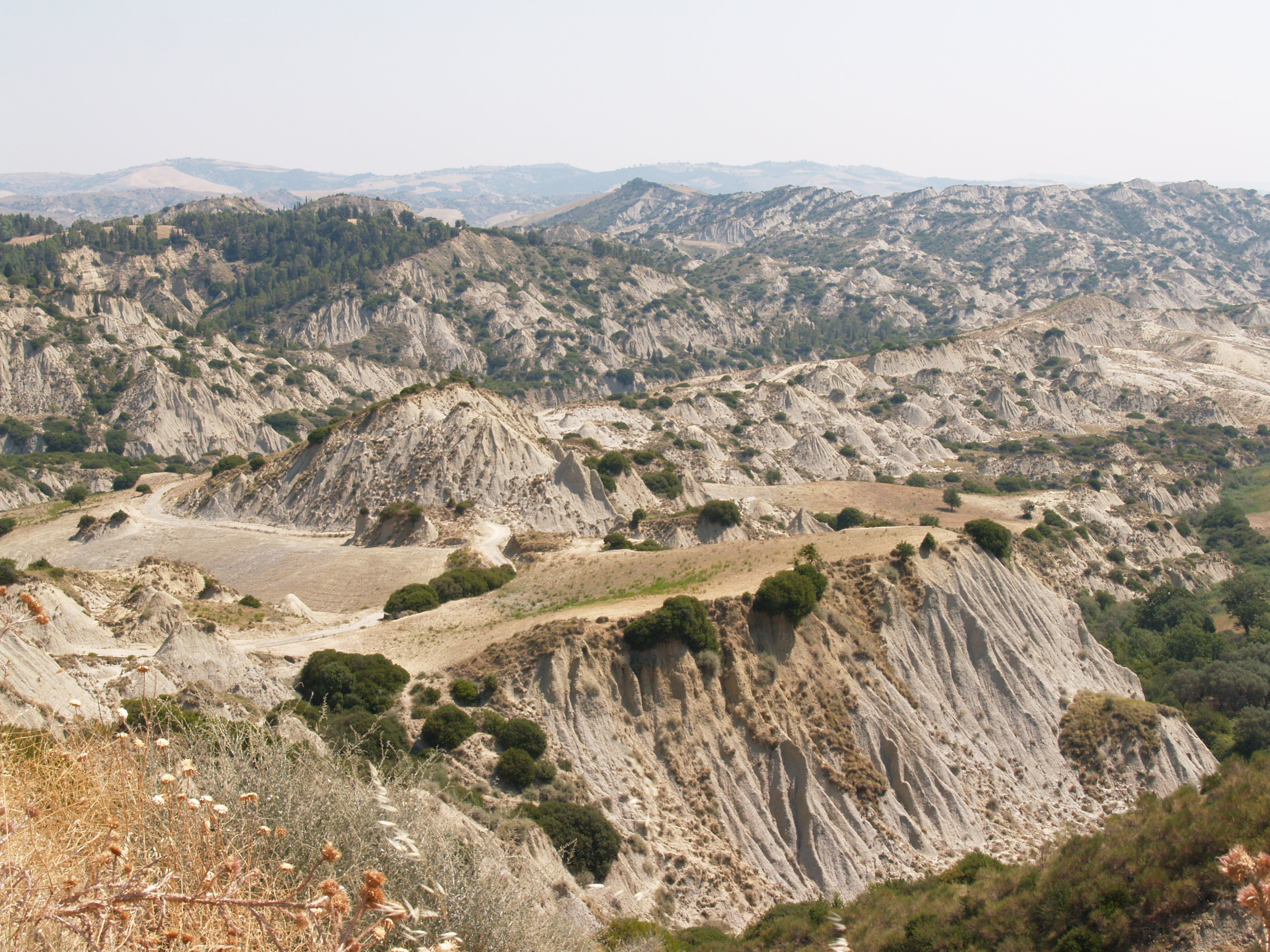
Calanchi di Aliano, Basilicata.

L'inaridimento del terreno e la formazione di croste dure, separate da fessurazioni e spaccature più o meno profonde, sono le dirette conseguenze delle piogge che rompono e sciolgono le particelle del suolo, le quali successivamente, a causa della veloce evapotraspirazione, si riaggregano e cementificano in strati spessi e duri, sulla superficie. Questo fenomeno è particolarmente visibile nelle argille plio-pleistoceniche dell'Italia centro-meridionale, ad eccezione delle aree ricoperte dallo strato di vegetazione semi-naturale, arborea o arbustiva (Robinson; Phillips, 2000). L'erosione e il ruscellamento sono spesso fenomeni correlati, ma suoli diversi e strati di vegetazione ricoprenti possono presentare un'alta incidenza di frane o colate detritiche e una bassa erodibilità, dovuta, ad esempio, alla presenza di uno strato di licheni che ricopre e protegge il suolo. In generale, il pericolo di erosione diminuisce con l'aumentare della copertura vegetale (Lesschen; Cammeraat, 2007).

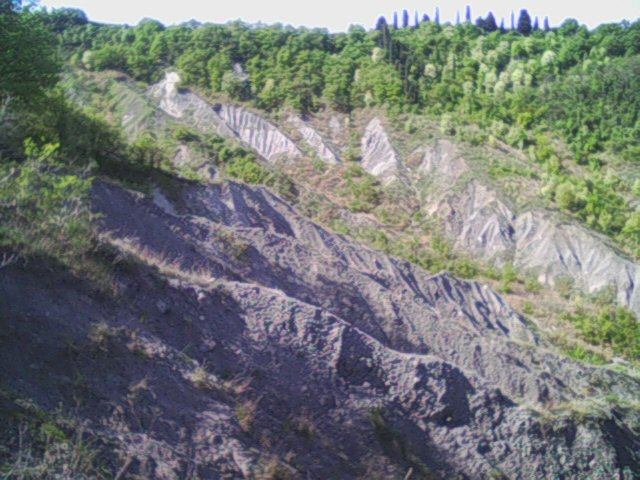
Calanco sui fianchi del Monte Calvo nel Parco regionale dei Gessi Bolognesi e Calanchi dell'Abbadessa.

In ambiente arido mediterraneo la relazione tra suolo e vegetazione gioca un ruolo decisivo nella prevenzione dall'erosione: la vegetazione protegge il suolo perché la parte aerea e la lettiera intercettano le gocce, riducendo l'energia cinetica. La lettiera inoltre va ad arricchire in minerali e materia organica gli strati del terreno, permettendo lo sviluppo e la stabilizzazione di flora e fauna, contribuendo a far decrescere le possibilità di erosione del suolo da parte degli agenti atmosferici. Nello stesso ambito, però, la comprensione dei meccanismi che regolano il sistema clima-suolo-vegetazione è considerevolmente complicata dalla natura fluttuante del ciclo idrologico, specie negli ecosistemi aridi delle formazioni calanchive.
L'estrema variabilità ed aleatorietà della disponibilità idrica ha spinto le piante ad adottare accorgimenti che permettano loro di sopperire a tali problematiche, e la disponibilità d'acqua diventa il fattore di controllo dominante sulla crescita e mantenimento della vegetazione. Nell'ambito dei calanchi, gli esemplari di Lygeum spartum, ad esempio, sono considerati specie “utilizzatrici estensive” di risorsa idrica: infatti nella prima parte della stagione di crescita il principale fattore di controllo è rappresentato dall'andamento della precipitazione; nella seconda parte della stagione di crescita il fattore predominante diventa l'elevata domanda atmosferica. La specie fa quindi coincidere il suo ciclo vitale con la stagione piovosa, compiendo le più importanti fasi di crescita dopo le piogge autunnali, sviluppando un apparato radicale profondo per raggiungere gli strati di suolo con più umidità, vista la loro natura argillosa (Lazzara; D'Asaro; Agnese, 2009).

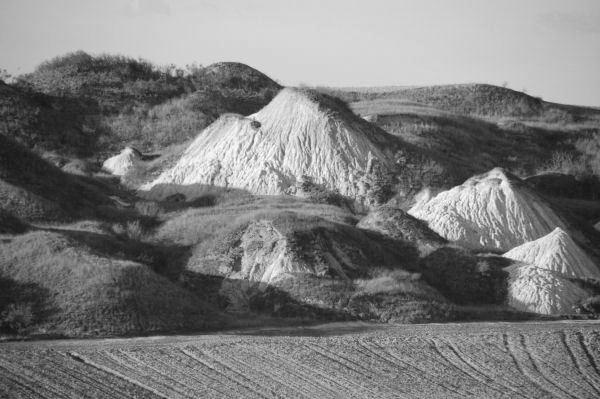
Biancane nelle Crete Senesi, Toscana.

## Quadro floristico
Le piante che si stabiliscono nelle zone calanchive sono soggette a stress per tutto il periodo dell'anno: l'elevato contenuto di sali rende il suolo alomorfo, di conseguenza la vegetazione è dominata da specie mioalofile, capaci di tollerare il sodio disciolto nell'acqua ad una concentrazione compresa tra lo 0,01 e l'1%, e calcicole, con una fase di riposo estivo durante la quale la copertura vegetale del calanco si riduce notevolmente. Le piante che crescono nelle zone più impervie sono poco esigenti e particolarmente adattate a vivere in condizioni estreme, prevalgono le terofite e le emicriptofite.
L'articolato mosaico vegetazionale è legato alla micro-morfologia che risulta dai processi erosivi: le creste solitamente ospitano arbusti xerofili e praterie, sviluppatisi sui versanti prima dell'erosione. Comunità di piante più ruderali, favorite dal periodico affluire delle acque di impluvio, stazionano sul fondovalle. Le dinamiche calanchive, dettate da fattori ecologici microstazionali, differenziano nettamente il paesaggio vegetale da quello circostante, pertanto quello calanchivo può bene essere definito, in termini geosinfitosociologici, un microgeosigmeto (Biondi; Pesaresi, 2004).
Per avere un elenco floristico più dettagliato si riportano, di seguito, alcuni studi su rilievi fitosociologici compiuti in Italia in diverse aree con la presenza di calanchi e biancane. Biondi e Pesaresi (2004), nell'area dei calanchi di Coste di Staffolo, in provincia di Ancona, hanno riconosciuto le seguenti serie di vegetazione:
- Successione catenale di stadi vegetazionali durevoli, dei substrati maggiormente erosi dei versanti calanchivi, con esposizioni prevalentemente meridionali. La costanza dei processi erosivi non permette un'ulteriore evoluzione dinamica della vegetazione, pertanto ogni fitocenosi occupa una particolare nicchia ecologica, che resta immutata fin quando i processi di erosione si mantengono con le stesse caratteristiche. Le comunità sono risultate sensibili alla variazione dell'acclività del substrato: su versanti con pendenze comprese tra il 30 e il 50%, con suolo poco evoluto, si riscontra una prateria discontinua a Elytrigia atherica, Scorzonera laciniata, Archiviato il 15 luglio 2009 in Internet Archive.; su versanti più acclivi, con pendenze oltre il 50%, si sviluppa una prateria aperta dominata da Scorzonera cana[collegamento interrotto] e Elytrigia atherica; infine sui settori basali, dove si accumulano i materiali di erosione, si sviluppa una prateria continua a Elytrigia atherica e Epilobium tetragonum.
- Serie del tamericeto africano, su macroimpluvi. La serie si ritrova nelle aree subpianeggianti, alla base del calanco, dove si accumulano le colate detritiche argilloso-limose. Gli elementi che caratterizzano la serie sono: il microbosco a Tamarix africana; la prateria perenne a Elytrigia atherica, Epilobium tetragonum, Festuca arundinacea[collegamento interrotto] e Tussilago farfara.
- Serie di Ulmus minor sui versanti stabilizzati, umidi, a morfologia d'impluvio, poco pendenti ed esposti a settentrione: microbosco e formazione preforestale a Ulmus minor, Galium mollugo e Brachypodium sylvaticum; mantello a Lonicera etrusca e Cornus sanguinea; fruticeto a Robus ulmifolius, Prunus spinosa e talvolta Rosa canina[collegamento interrotto].
- Serie di testata del calanco, su versanti stabili, posti a Nord, su substrati evoluti e ben drenati: microbosco a Ulmus minor e Asparagus acutifolio; arbusteto a Spartium junceum; prateria a Centaurea bracteata e Bromus erectus.

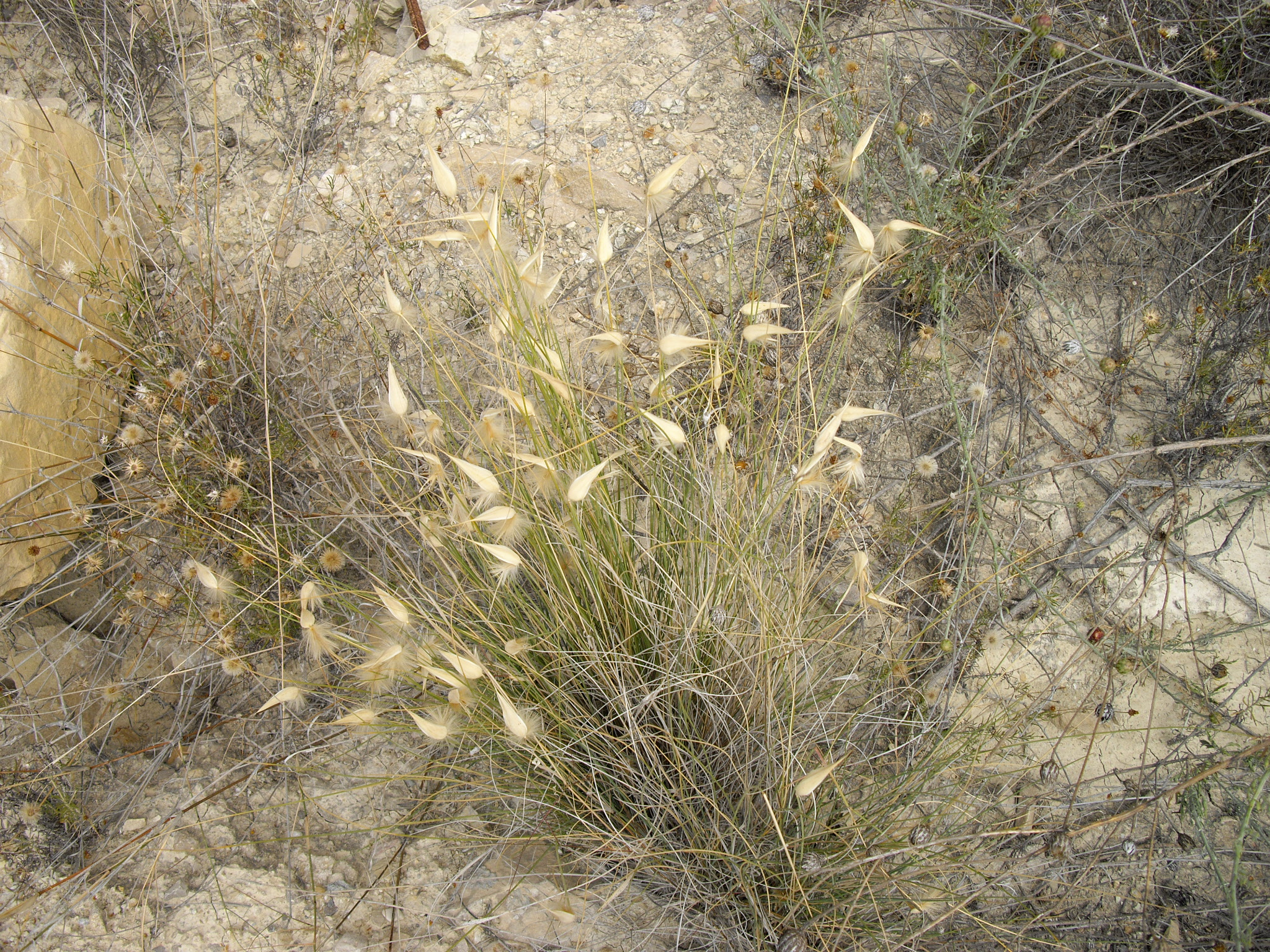
Cespuglio di Lygeum spartum

Dai rilievi si evince che i fattori di esposizione e pendenza giocano un ruolo fondamentale nella definizione delle nicchie ecologiche delle associazioni vegetali in ambito calanchivo, risultando discriminanti anche per la diffusione della serie di vegetazione all'interno del calanco. Il secondo studio prende, invece, in esame la vegetazione delle biancane della Val d'Orcia, in Toscana (Chiarucci; De Dominicis; Ristori; Calzolari, 1995). La vegetazione dell'area è caratterizzata da una spiccata omogeneità floristica, ma al contempo, da una particolare abbondanza di specie: sono stati raccolti, infatti, 114 campioni. Rilevante è la relazione tra tipo di vegetazione e umidità del suolo, mentre dallo studio non è emersa una particolare corrispondenza tra l'evoluzione della vegetazione e quella del suolo. Il dendrogramma delle specie analizzate in questo studio rivela tre cluster principali, ulteriormente suddivisi in 3 (A,B,C), 2 (D,E), e 3 (F,G,H) sottogruppi.
Il primo cluster di rilievi consiste in una vegetazione erbacea discontinua, priva di arbusti. Il gruppo A appartiene al Parapholido-Artemisietum cretaceae, la tipica associazione, povera di specie, riscontrabile ai piedi delle biancane. Ad eccezione di A. cretacea, la maggior parte delle specie è terofita, perché questa forma biologica meglio si adatta all'aridità del suolo, che lo rende impenetrabile nella stagione secca. La specie ha una radice capace di trattenere la pianta durante gli smottamenti del suolo, mentre lo stelo tollera bene di essere ricoperto dal terreno.
Il gruppo B rappresenta uno stadio più evoluto, ricco e strutturato, come dimostrato dalla copertura di erbacee. Ne conseguono minori episodi erosivi, di trasporto e accumulo di detriti. Molte specie caratterizzanti il gruppo sono mioalofite, come Cynara cardunculus, Hedysarum coronarium e Plantago maritima e rappresentano uno stadio dinamico del Parapholido-Artemisietum cretaceae verso una vegetazione più compatta; si presenta sempre ricca in terofite, ma ha uno strato erbaceo più strutturato, come denota la presenza di Bromus erectus, Dactylis hispanica, Phleum bertolonii, Aster lynosiris e Plantago lanceolata.
Il gruppo C comprende rilievi svolti su differenti morfologie di terreno eroso, tra cui le sommità delle biancane e i versanti posti a est. Il quadro vegetale si presenta come una prateria frastagliata, caratterizzata da ricchezza floristica e diverse specie xerofile ed annuali. Le specie che giocano un ruolo più strutturale sono Bromus erectus, Aster linosyris e Linum strictum subsp. Corymbulosum, Trifolium lappaceum, Onobrychis viciifolia, Scorpiurus muricatus, Archiviato il 9 maggio 2019 in Internet Archive. e Prunella laciniata. I gruppi di specie più importanti sono Thero-Brachypodietea e Festuco-Brometea.
Il secondo cluster si differenzia rispetto al precedente per la carenza di specie appartenenti a Thero-Brachypodietea e Festuco-Brometea, per l'abbondanza di Poa sylvicola, Achillea ageratum, Archiviato il 9 maggio 2019 in Internet Archive. e Festuca fenas. Alte frequenze ricorrono anche per Prunus spinosa, Pyrus amygdaliformis e Trifolium echinatum. Queste specie, tutte bisognose di maggiore umidità edafica, sono indicatrici di un ambiente più umido e freddo. Il gruppo E è dominato da Agropyron pungens e appartiene al Phalarido coerulescentis-Agropyretum. Il sottogruppo D presenta una composizione floristica simile al precedente sebbene le specie caratterizzanti il Phalarido-Agropyretum siano più sporadiche e siano più presenti specie appartenenti al gruppo Brometalia e Festuco-Brometea.
Il terzo cluster si presenta come una prateria compatta, dominata da Bromus erectus, con differenti gradi di copertura arbustiva. È caratterizzato dalla presenza di numerose specie appartenenti al gruppo Festuco-Brometea. Questi rilievi non sembrano ascrivibili a nessuna associazione conosciuta, nonostante i gruppi F e G presentino parziali somiglianze con il Centaureo bracteatae-Brometum erecti. Inoltre molte di queste associazioni sono stadi di una serie tendente ad arbusteti di Pyrus amygdaliformis e Spartium junceum.
Il gruppo F contiene rilievi effettuati in aree relativamente salde, come le sommità delle biancane più alte e stabili. Questa vegetazione, paucispecifica, si differenzia per la presenza di Lotus corniculatus e Dorycnium pentaphyllum ssp. Herbaceum, e per la scarsezza di fanerofite cespitose. In queste aree si ritrovano i suoli più evoluti. Il gruppo G, contenente i rilievi effettuati sui versanti e sui crinali, presenta una copertura arbustiva piuttosto importante (20-80%), quasi esclusivamente di Spartium junceum. Il gruppo H comprende le specie rilevate negli impluvi idrografici e ai piedi del versante. La vegetazione è alta un paio di metri in media, e contraddistinta da diverse specie appartenenti alla classe Rhamno-Prunetea e Prunetalia, tipica dei boschi e degli ambienti umidi (Chiarucci; De Dominicis; Ristori; Calzolari, 1995).
Come si è visto, quindi, l'inclinazione dei versanti, l'instabilità dei substrati e la concentrazione salina nel terreno, sono i fattori maggiormente limitanti per la vegetazione che è dunque il risultato di una severa selezione operata da tali restrittive condizioni ambientali e costituisce un insieme floristico di elevato interesse scientifico oltre che paesaggistico.

## In Italia

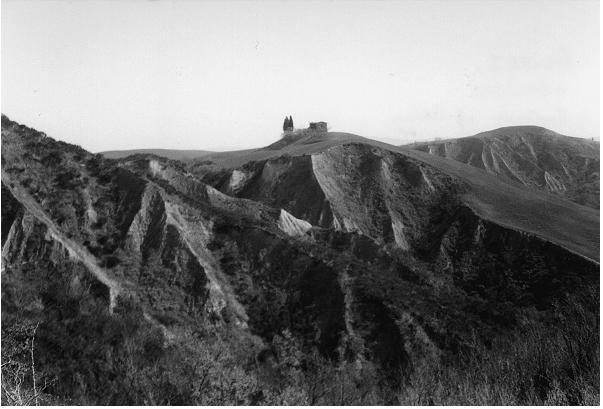
Formazioni calanchive nelle Crete senesi, in cui è ben visibile il rimodellamento del terreno e il mantello vegetazionale introdotto dalle esigenze agricole.

A seguito delle riforme agrarie degli anni '50, in Italia, molte aree marginali agli apparati calanchivi sono state rimodellate e concimate, per essere utilizzate in ambito agricolo. Le dirette conseguenze sono state una forte riduzione della biodiversità ed un altrettanto preoccupante impoverimento dell'eredità culturale locale. Secondo Phillips (1998), i suoli calanchivi riutilizzati dopo lo spianamento per attività agricole sono soggetti ad intensa attività erosiva da parte degli agenti chimico-fisici ed atmosferici, essendo i suoli argillosi oligotrofici e quindi suscettibili di dispersione. Ciononostante, è stato dimostrato come, all'aumentare della percentuale di materiale organico, oltre una soglia del 2%, gli stessi terreni tendono a stabilizzarsi. Il risultato è che questi calanchi sono alterati in modo irreversibile, e tenderanno a scomparire del tutto. L'autore porta come esempio di questa trasformazione le aree calanchive delle Crete Senesi, in Toscana. Sebbene le forze che contribuirono alla loro formazione non siano del tutto inattive, le regolari e abbondanti concimazioni hanno portato il livello di materia organica presente nel terreno ad un valore superiore al 2%, stabilizzandolo e sottraendolo all'azione erosiva.
Al contrario, in Basilicata, i calanchi vicino Pisticci, non stanno scomparendo, nonostante alcune aree siano state sottratte nel tempo e destinate alla produzione cerealicola. La differenza è stata nel processo di bonifica più graduale, nei ridotti apporti di concime per opera umana, e nella presenza di un clima particolarmente aggressivo. Tutto ciò ha permesso ai processi erosivi di continuare la loro azione e conservare la morfologia originaria del calanco.
Un caso a parte è rappresentato dai calanchi abruzzesi siti nella Riserva Naturale di Atri; anche qui, nel corso degli ultimi decenni, si è assistito ad un progressivo livellamento del suolo e ad una sua maggiore stabilizzazione, che ha portato alla scomparsa di alcune aree calanchive. In questo caso però, non è stata l'opera di bonifica per la realizzazione di aree coltivabili a rimodellare il paesaggio, ma un insieme di fenomeni che hanno caratterizzato diverse parti della regione e dell'Appennino in genere: la ricolonizzazione spontanea da parte del bosco, la diminuzione dei coltivi in aree marginali e la realizzazione di più ampi appezzamenti monocolturali. Tutto ciò ha avuto come conseguenza una diminuzione della forza erosiva che porta alla formazione dei calanchi. Nell'area è stato, quindi, il naturale processo di ricolonizzazione a fare da freno all'erosione del terreno (Ricci; De Sanctis, 2004).
La scomparsa, più o meno graduale, delle aree dei calanchi, è una seria minaccia al patrimonio paesaggistico e culturale in Italia; un lungo processo di trasformazioni sta portando al livellamento ed alla omogeneizzazione del paesaggio. Da qui l'esigenza di cercare nuovi approcci alla gestione del patrimonio naturale, che portino ad uno sviluppo più sostenibile e rispettoso delle peculiarità fisiche, morfologiche ed ecologiche, al fine di preservare la ricchezza e la biodiversità di zone governate da equilibri particolarmente fragili. In un recente studio dell'Università di Siena (Marignani; Rocchini; Torri; Chiarucci; Maccherini, 2007) è stato messo a punto un metodo di ripristino del paesaggio culturale dei calanchi, attraverso l'analisi diacronica di alcune aree che, a causa degli intensi processi agricoli, hanno perso nel tempo l'aspetto originario. Al fine di individuare le zone di riferimento in cui operare, è stata redatta una carta della copertura del suolo, attraverso il confronto di foto aeree scattate nel 1954 e altre datate al 2002. Per ottenere le patches vegetazionali da analizzare è stato utilizzato un metodo di segmentazione dell'immagine in grado di riprodurre dei poligoni, ossia gruppi di pixel spazialmente contigui e simili tra loro. A queste immagini sono state affiancate informazioni derivate dalla consultazione di documenti del catasto storico.
Al fine di proporre un'adeguata azione di ristabilimento sostenibile del paesaggio, sono state individuate le aree con il più alto potenziale di recupero, le stesse che nei primi anni '50 erano sterili e scarsamente ricoperte da vegetazione. In seguito è stato introdotto un disturbo di lieve intensità in grado di innescare moderati e graduali processi erosivi, specialmente nei versanti meridionali, ripristinare gli habitat originari e di conseguenza il paesaggio così come era prima della trasformazione. È consigliato iniziare l'opera di recupero con piccole aree selezionate ad hoc, in cui intervenire con incendi controllati o taglio del bosco, per mantenere quanto più possibile un livello di omogeneità con il paesaggio circostante. Questo metodo cerca di coniugare il più possibile le esigenze di recupero del paesaggio storico con l'ecologia del paesaggio e il rispetto degli habitat.
I Calanchi da un punto di vista artistico hanno pure ispirato un singolare pittore; costituiscono infatti il tema dominante dell'opera del pittore marchigiano Virginio Ridolfi (1922-1983), noto come "il pittore dei Calanchi", eseguita nell'ultimo decennio della sua carriera artistica.

## Negli Stati Uniti
Le bad lands o badlands (in italiano "terre cattive", "male terre") sono formazioni calanchive tipiche degli Stati Uniti.
Si trovano principalmente in Dakota del Sud (dove si trova il parco nazionale delle Badlands), Nebraska e California.

Rispetto ai calanchi e alle biancane europee hanno caratteristiche particolari, dovute a condizioni climatiche estreme:
- maggiore aridità;
- maggiore altitudine;
- maggior profondità dei solchi[1];
- maggior numero di solchi[1];
- maggiore estensione.

Si sono formate a causa di violente e brevissime piogge che vi cadono con frequenza scarsa ma grande intensità e che provoca numerosissimi avvallamenti; le piogge annuali invece sono così modeste da non permettere una normale vegetazione. Tuttavia in alcune di esse (per es. in Nebraska) è presente una modesta copertura erbacea, che può fornire foraggio per il bestiame.
Le creste delle bad lands californiane sono particolarmente aguzze e allungate e separano solchi incisi in sedimenti lacustri attaccati dalle sporadiche ma violente inondazioni.

## Galleria d'immagini

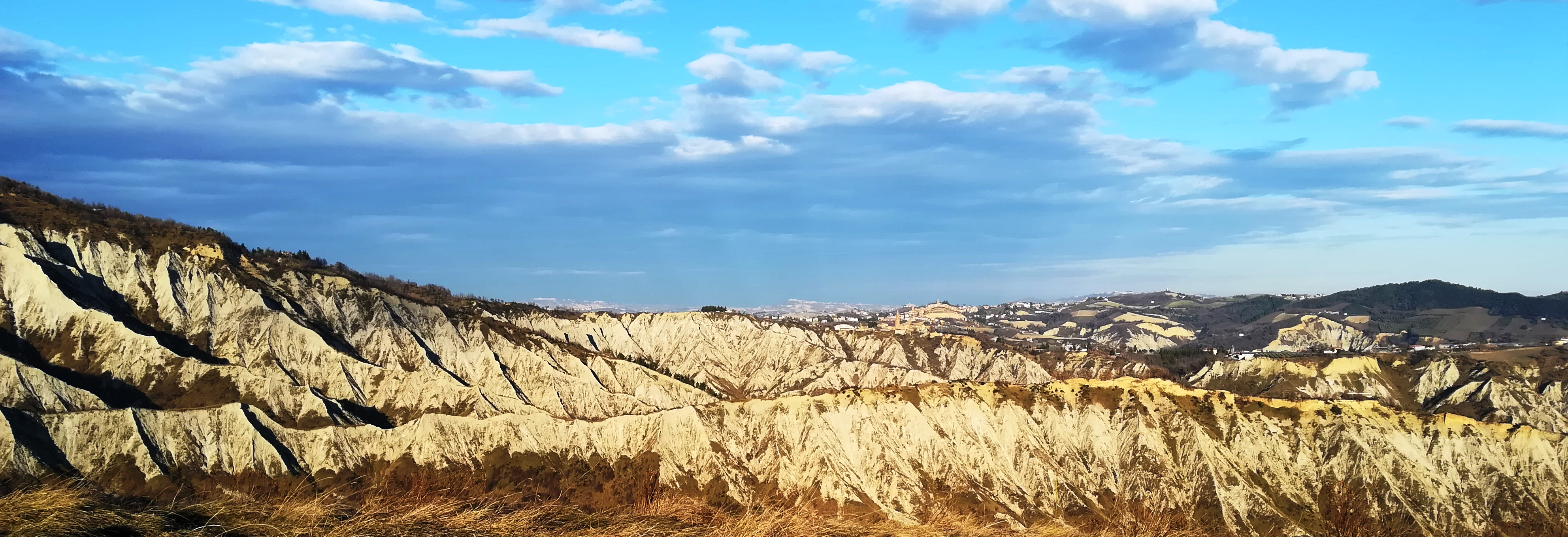
Calanchi del Monte Ascensione (Area del Parco dei Calanchi e Monte Ascensoine con vista da Porchiano)
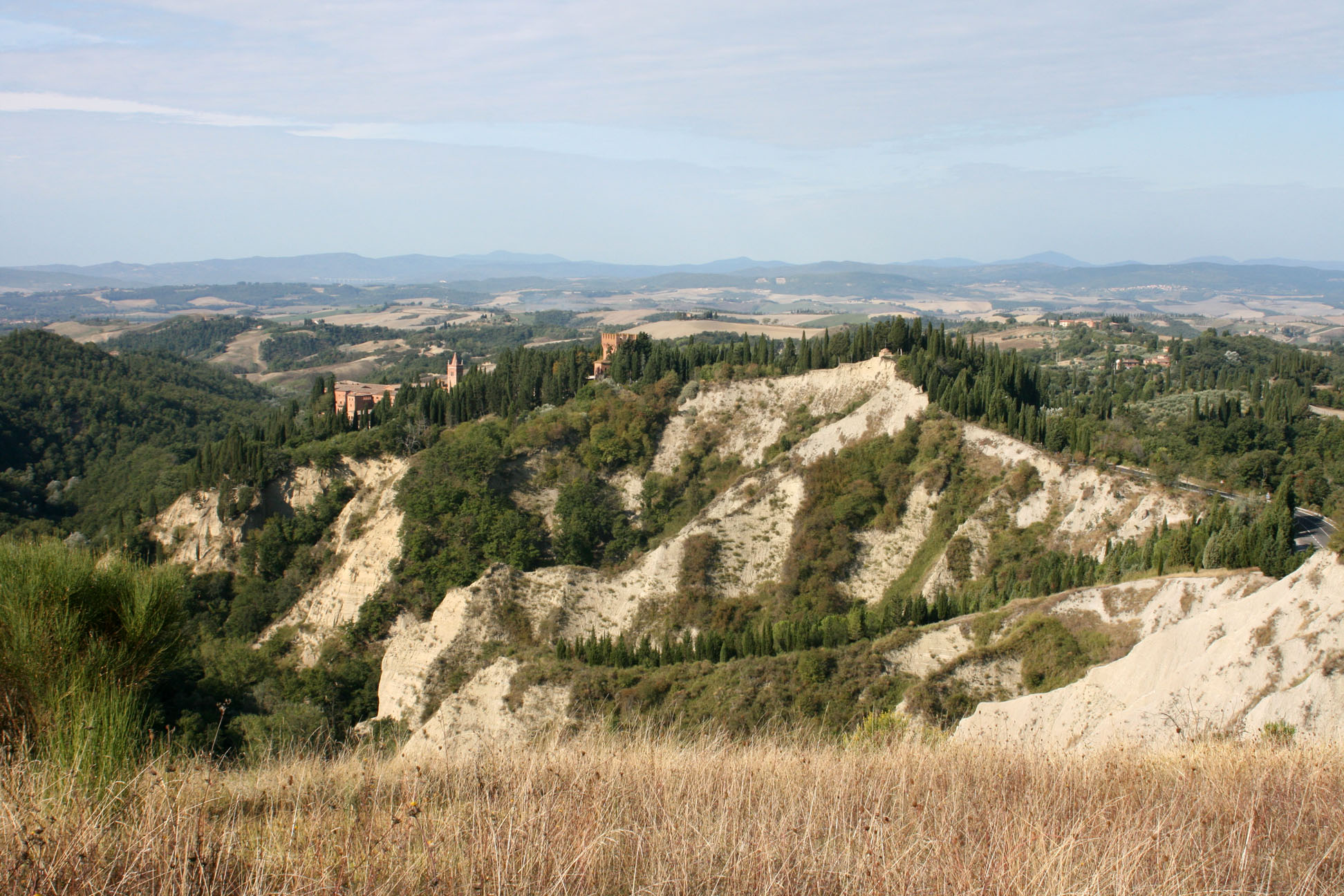
Calanchi nelle Crete senesi
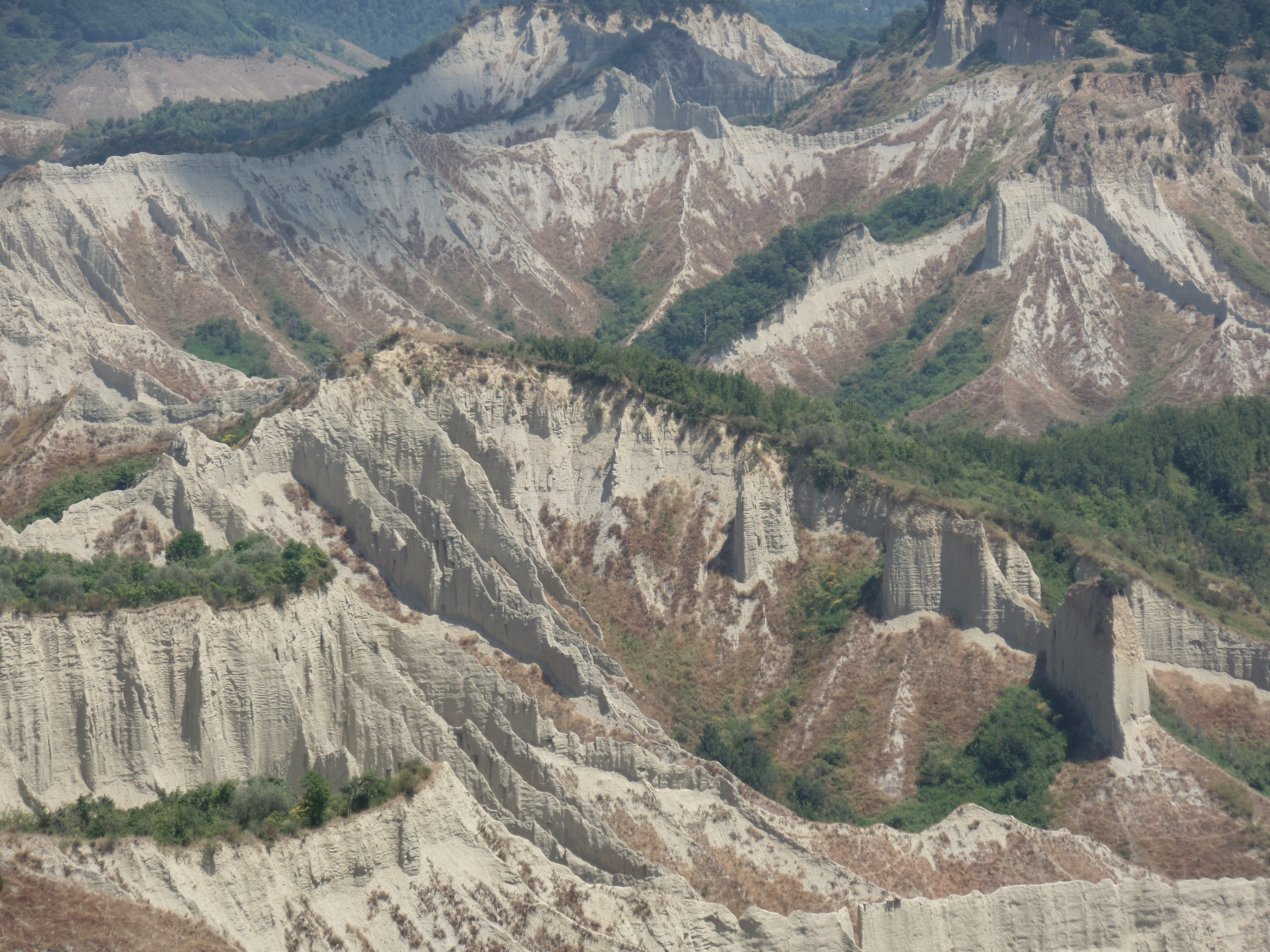
Valle dei Calanchi nei pressi di Civita di Bagnoregio
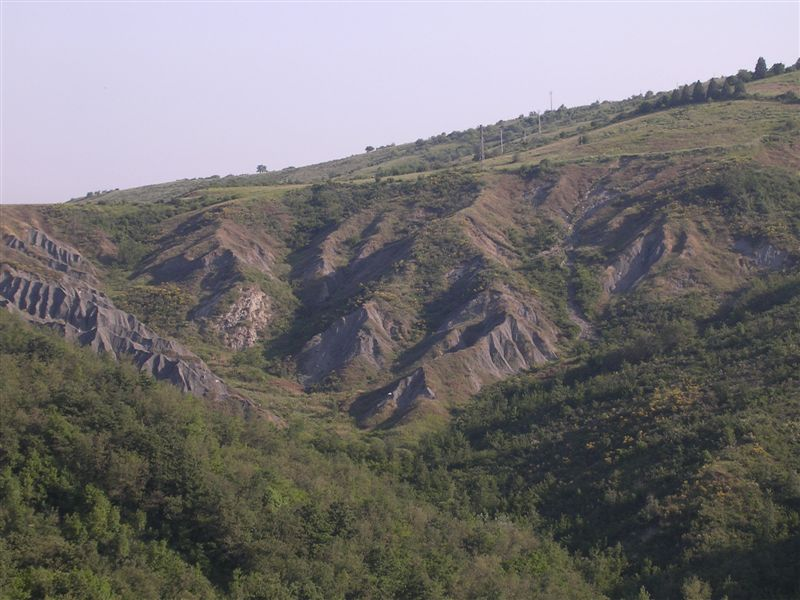
Calanchi sul Monte Calvo Pianoro, Googlemap: stesso calanco visto dal satellite
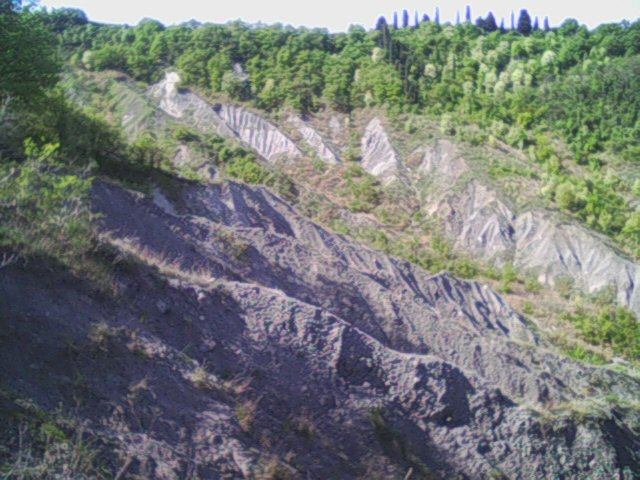
Altri calanchi nel Parco Regionale dei Gessi Bolognesi e dei Calanchi dell'Abbadessa
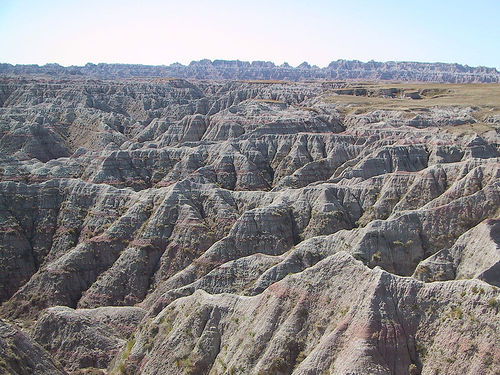
Gli imponenti calanchi del Badlands National Park nel Dakota del Sud (USA)
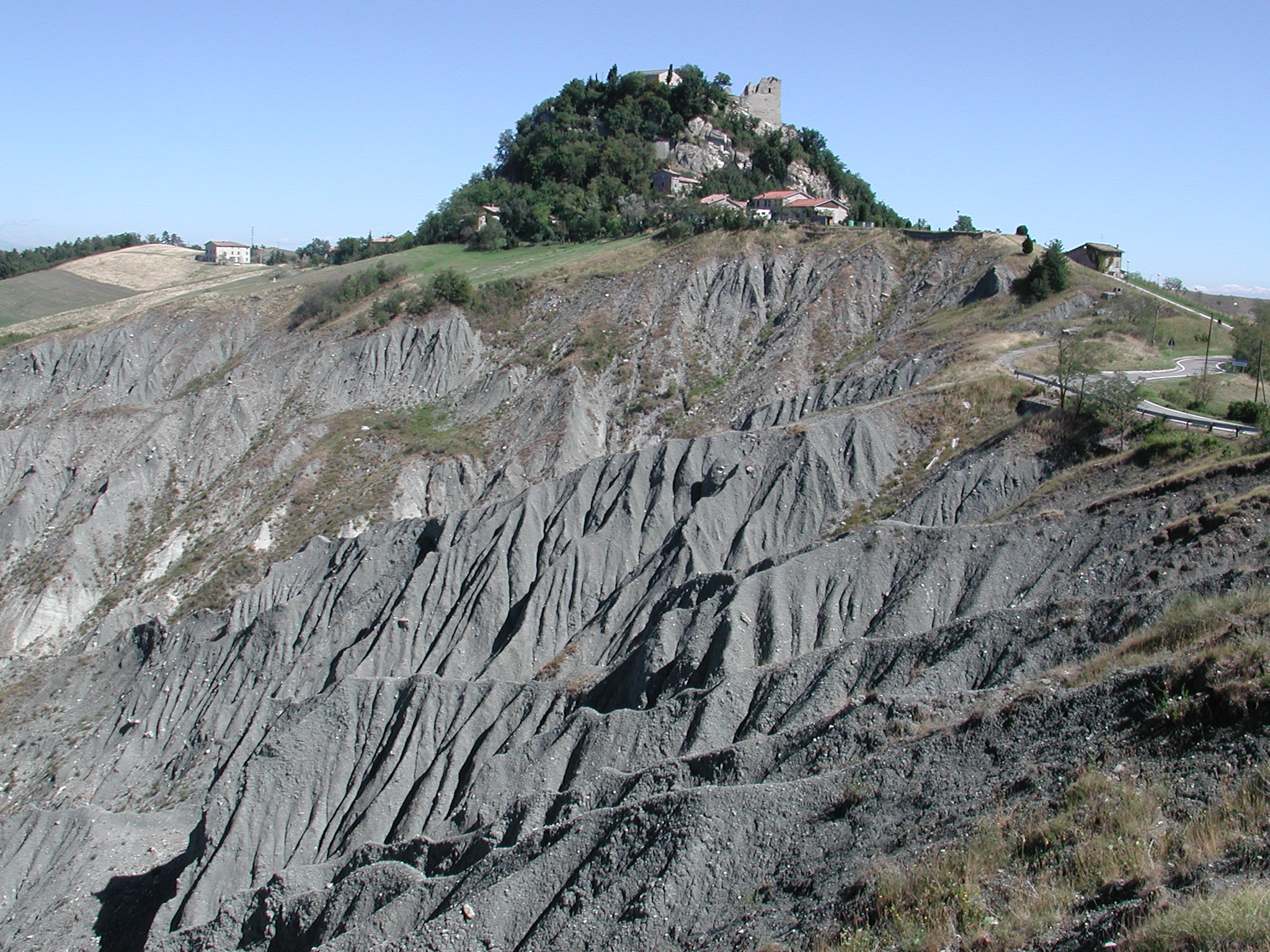
Calanchi del Castello di Canossa
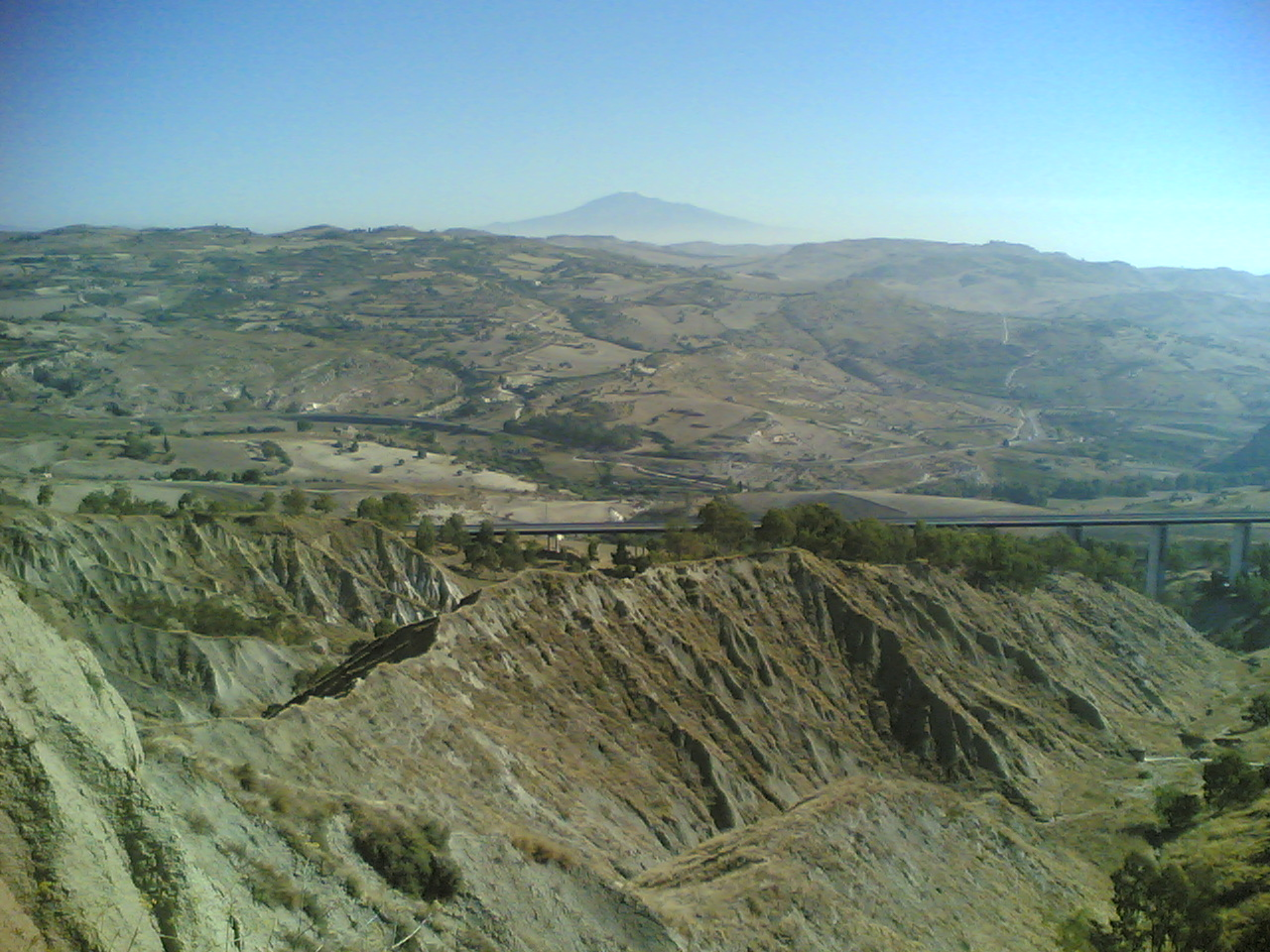
Calanchi di Caltagirone
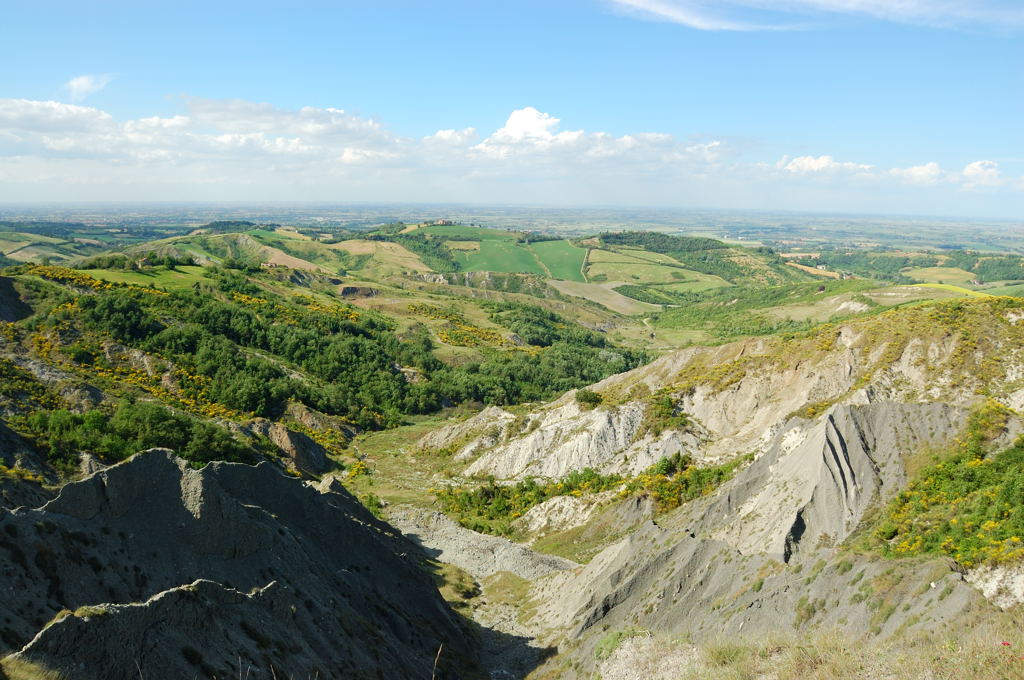
Calanchi della valle del Sillaro (provincia di Bologna)
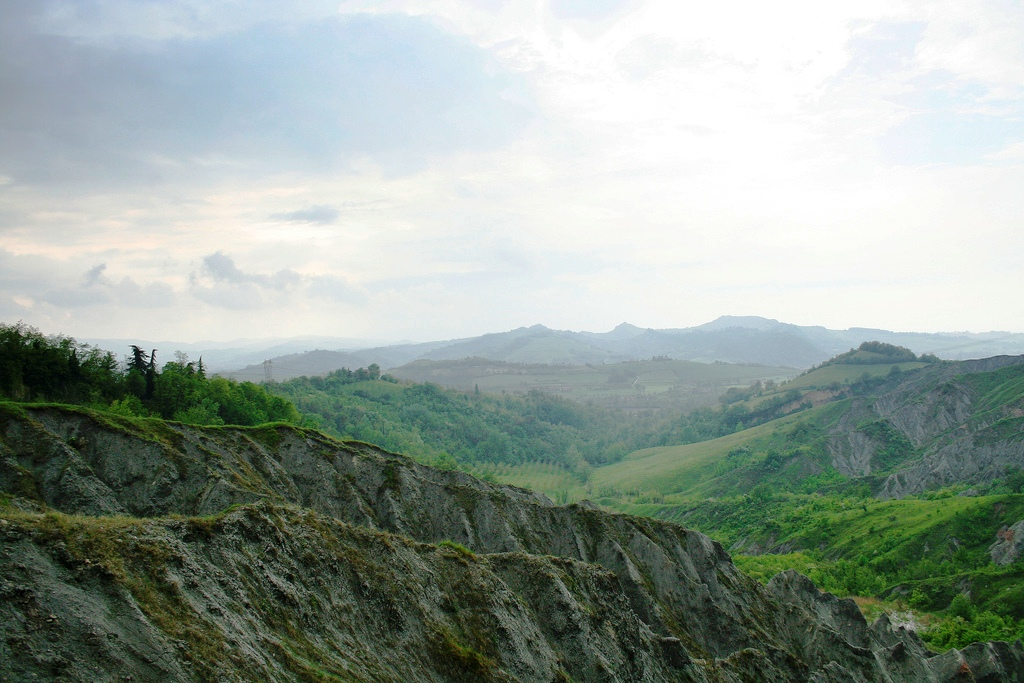
Calanchi di Sabbiuno, Bologna
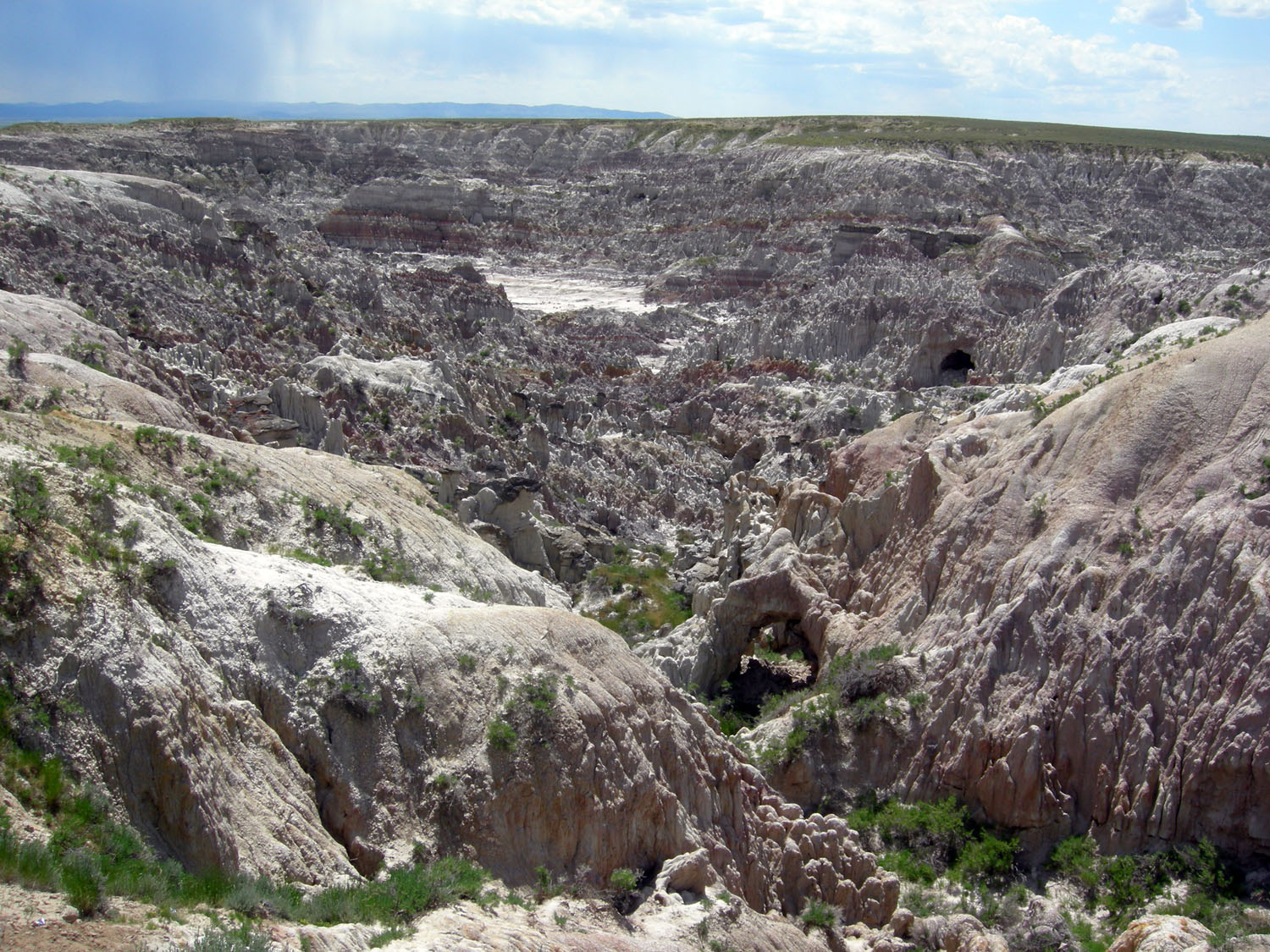
Badlands of Hell's Half-Acre, Natrona County, Wyoming.
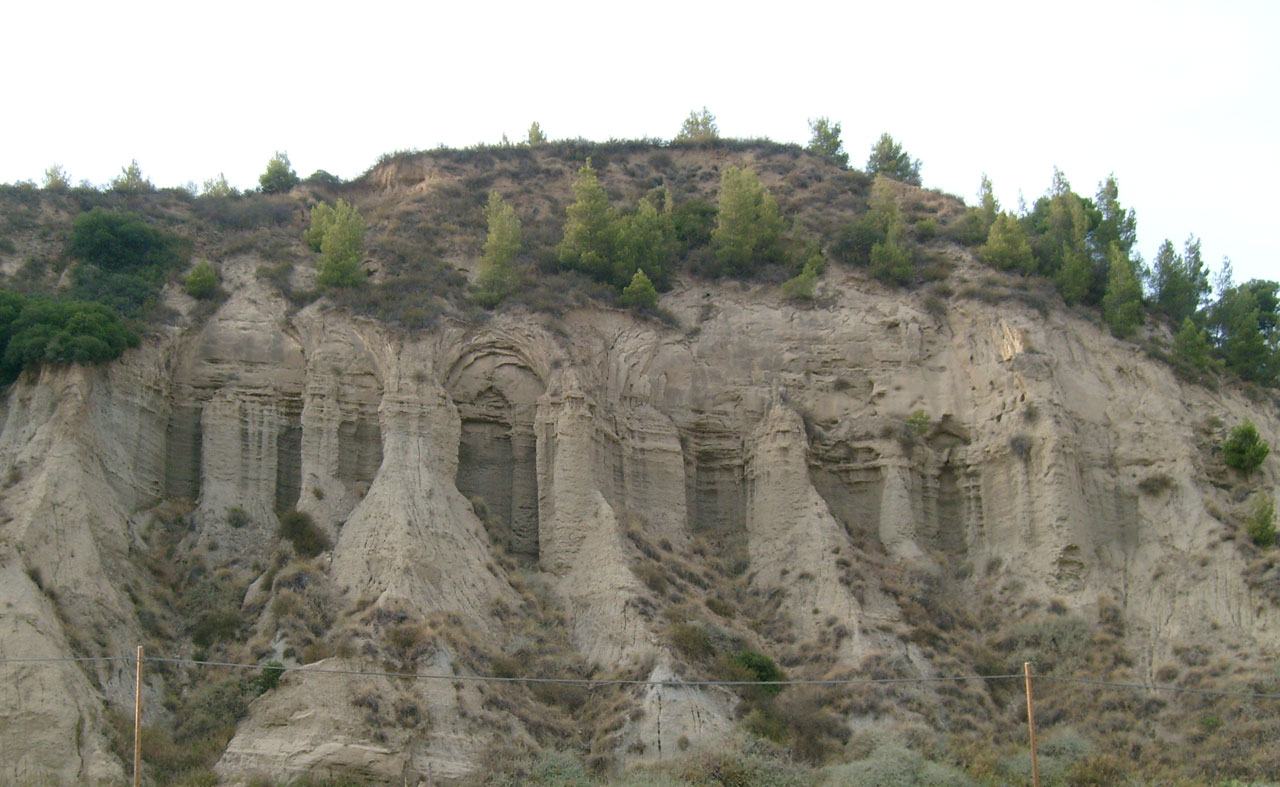
Calanchi di Tursi, Matera.
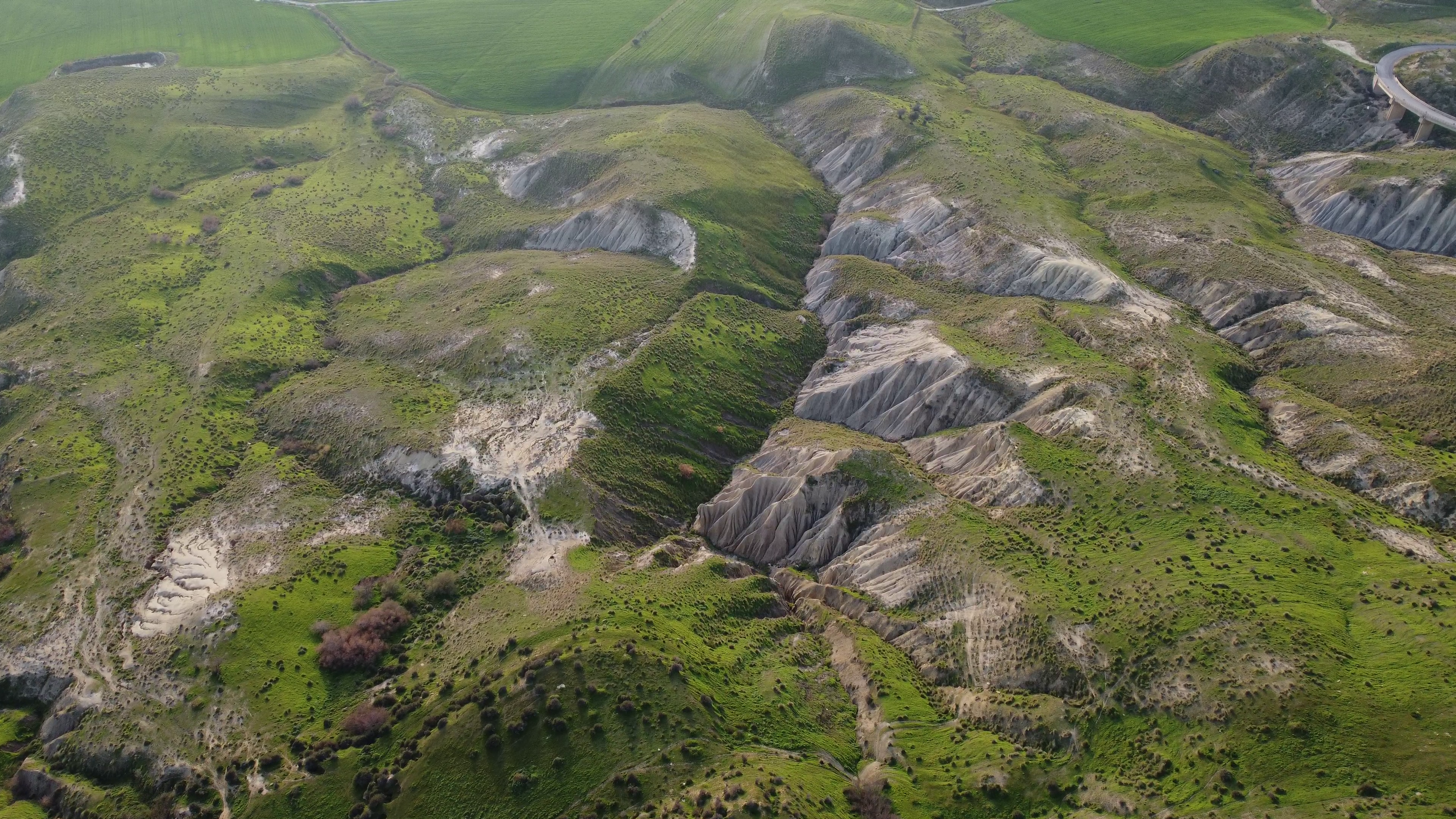
Calanchi di Niscemi